# III. Júda
III. Júda (265 körül – 330 körül) ókori zsidó nászi (fejedelem) körülbelül 290-től haláláig.
IV. Gamáliel fiaként született. Édesapja halála után örökölte a nászi tisztséget, amelyet a III. és IV. század fordulóján töltötte be. Ismert róla, hogy Rabbi Johanán Halafta tanítványa volt. Életének legfontosabb külső mozzanata volt Diocletianus római császár felkeresése annak palesztinai látogatása során Caesareában.